# The Celebration Tour
The Celebration Tour はアメリカの歌手のマドンナとして12回目のコンサート・ツアーで、北米やヨーロッパを廻り全78公演を行った。。ツアーは2023年10月14日からイギリス・ロンドンのO2アリーナで始まり、2024年4月24日にメキシコ・メキシコシティのPalacio de los Deportesで終了。マドンナにとって初めての回顧的なツアーとなり、40年以上のキャリアを総括している。
ツアーの開催はそれらの憶測が飛び交う中、2023年1月17日にソーシャルメディア上で発表された。発表に付随してマドンナは『イン・ベッド・ウィズ・マドンナ』を模したプロモーション映像を発表し、 ディプロ、ジャド・アパトー、ジャック・ブラック, リル・ウェイン、ボブ・ザ・ドラッグ・クイーン、ケイト・バーラント、ラリー・オーエンズ、ミーガン・ステルター、エリック・アンドレ、エイミー・シューマーらスターが出演した。ライブ・ネーションのチケット先行販売は2023年1月19日午前10時から始まり、チケットマスターによる一般販売は翌日から開始した。

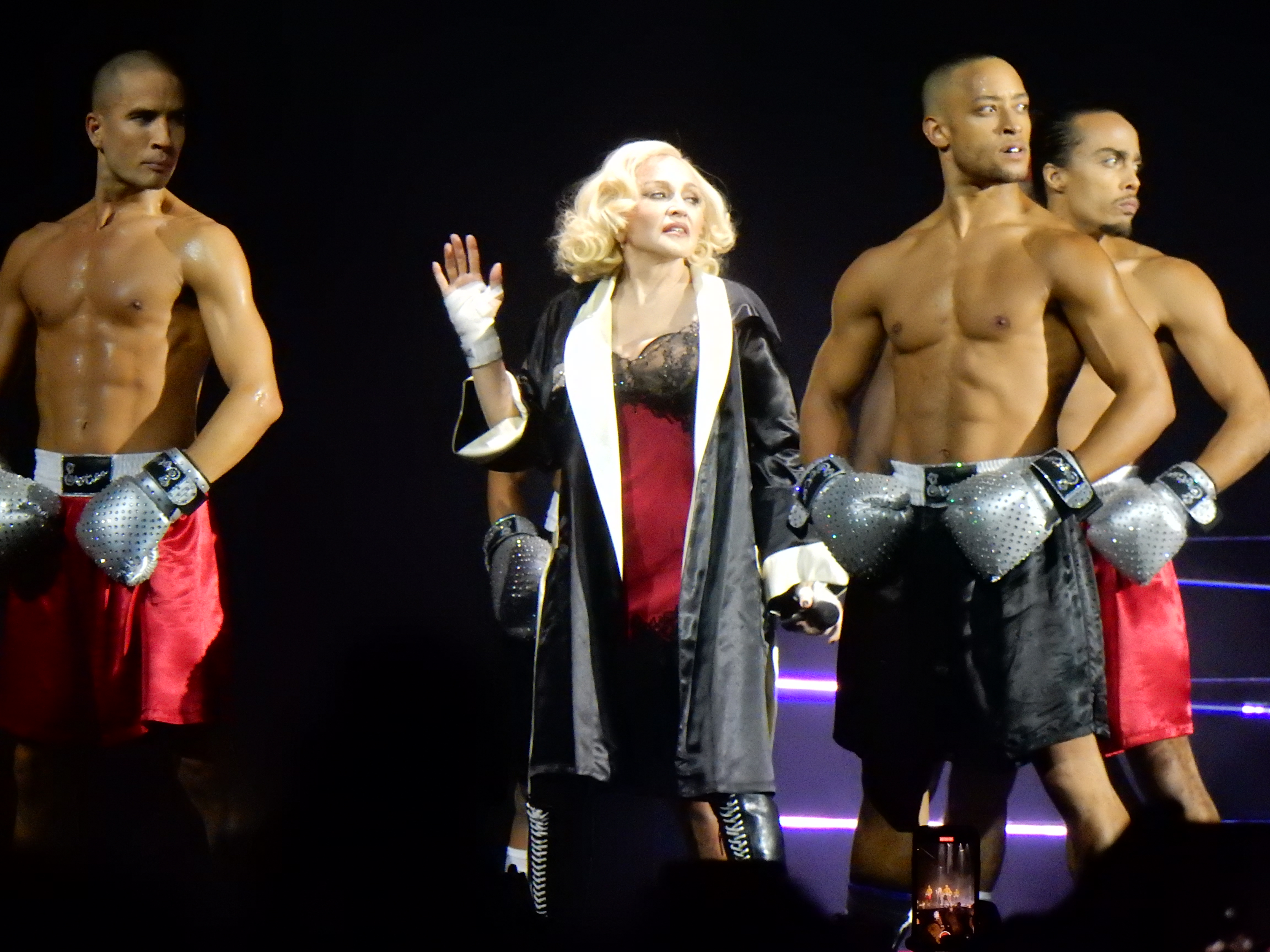
ロンドン公演

マドンナが6月に細菌感染症によってICUへ数日間入院した後、北米公演のいくつかを延期することをインスタグラムの投稿で発表した。振り替えの日程は8月23日に告知された。
2024年5月、最終公演がブラジルのコパカバーナビーチで開催、この公演は州政府と市庁が390万ドル、それ以外の個人スポンサー達が残りの費用を請け負い、無料公演として開催されたものであり会場には160万人が詰め掛けた。
ツアーは2億2500万ドル以上の収益を挙げた。

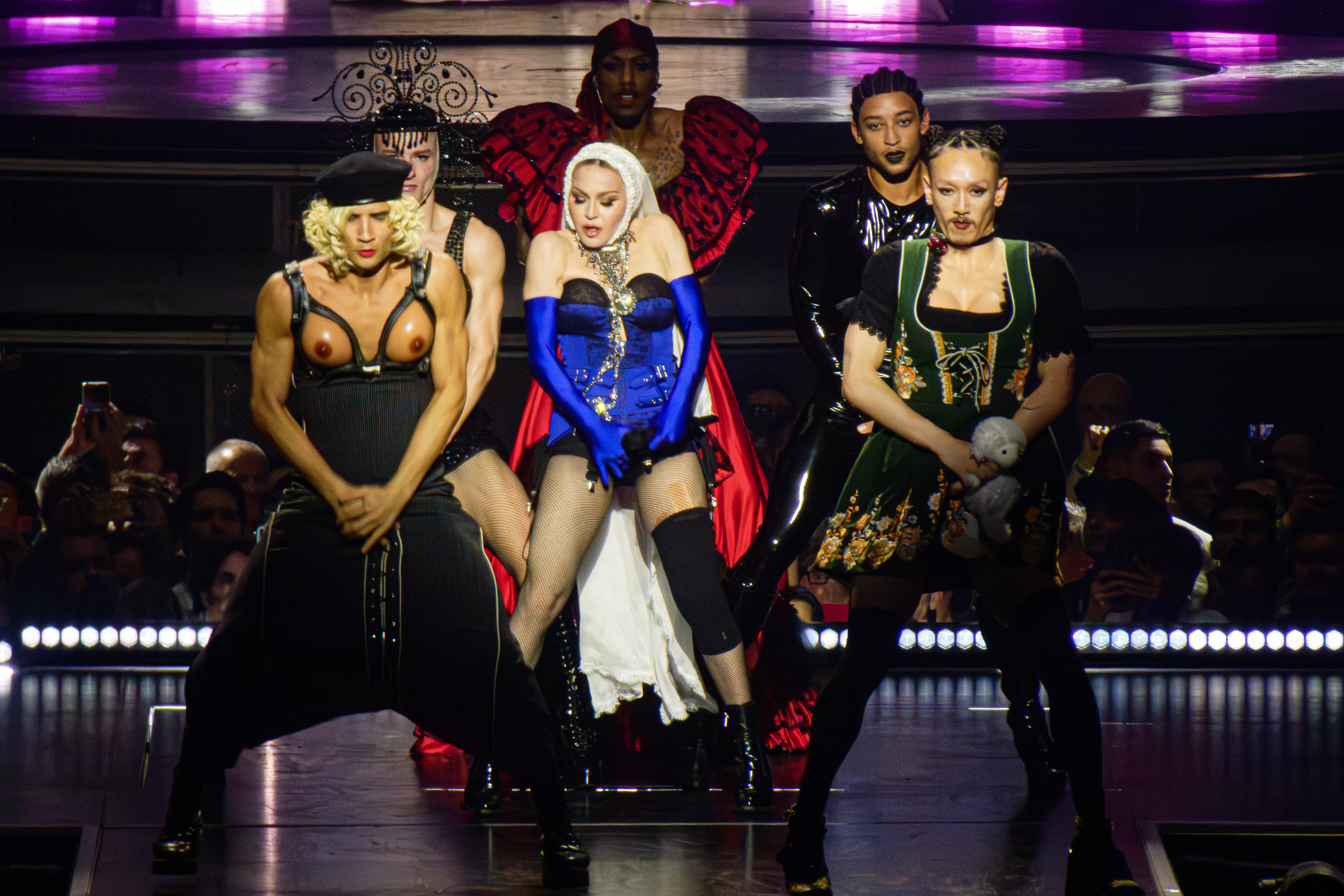
過去のマドンナの代表的な衣装をダンサーが着用

## 内容
このコンサートはLGBTQの啓発活動としても行っている。「リヴ・トゥ・テル」ではAIDSで亡くなった有名人をトリビュートした演出が行われた。
加えてショウの終盤ではマイケル・ジャクソンを悼むパートも取り入れられている。
その他にもマドンナの過去の衣装を着用したダンサーが複数人登場したり、40年間の様々な映像を繋ぎ合わせたコラージュ映像が幕間に使用されるなど40年間を振り返る内容になっている。今回のコンサートツアーで初めてツアーのセットリストに入って歌われる曲や久しぶりに歌われる曲も多い。
2024年3月7日のロサンゼルス公演ではカイリー・ミノーグがサプライズゲストとして登場し、ステージ上で初共演。二人で「恋のサバイバル」とカイリーの大ヒット曲「熱く胸を焦がして」を歌った。デュエット曲に「恋のサバイバル」を選んだのはマドンナの推薦だったとして、カイリーはその理由に「マドンナが母親を乳がんで亡くしたこと、私が乳がんを患ったこと、そして業界に生きる女性として浮き沈みを潜り抜けてきたこと」を挙げている。

## セットリスト
- 以下のセットリストは2023年10月14日に開催された公演のものであり、全ての公演のセットリストではない[21]

1. 「イッツ・ア・セレブレイション」 (ビデオ・インタールード)
2. "ナッシング・リアリー・マターズ (Club 69 Mix)"
3. "エヴリバディ" (「パーティーは何処へ」を含む)
4. "イントゥ・ザ・ハリウッド・グルーヴ"
5. "バーニング・アップ"
6. "オープン・ユア・ハート"
7. "ホリデイ" (「I Want Your Love」を含む)
8. 「イン・ディス・ライフ」 (インタールード)
9. "リヴ・トゥ・テル"
10. "ライク・ア・プレイヤー" (「ガール・ゴーン・ワイルド」「アクト・オブ・コントリション」「アンホーリー」を含む)
11. 「ブロンド・アンビション」(インタールード) (「リヴィング・フォー・ラヴ」 (Offer Nissim Remix)」「フィーヴァー」「エロティカ」「ジャスティファイ・マイ・ラヴ」を含む)
12. "エロティカ" ("エロティカ (Final Demo 2)" と "パパ・ドント・プリーチ"を含む)
13. "ジャスティファイ・マイ・ラヴ"
14. "ハング・アップ" ( "フィーヴァー" からの引用と"Hung Up on Tokischa" と "Gangsta" の要素を含む)
15. "バッド・ガール"
16. 「ボールルーム」(インタールード) (「アップ・ダウン・スイート」「ブレイク・マイ・ソウル (Queens Remix)」「ヴォーグ」を含む)
17. "ヴォーグ"
18. "ヒューマン・ネイチャー"
19. "クレイジー・フォー・ユー"
20. 「ザ・ビースト・ウィズイン」(インタールード)
21. "ダイ・アナザー・デイ"
22. "ドント・テル・ミー"
23. "マザー・アンド・ファーザー"
24. "リトル・スター"
25. "恋のサバイバル"
26. "ラ・イスラ・ボニータ"
27. "アルゼンチンよ、泣かないで"
28. "アイ・ドント・サーチ・アイ・ファインド" (インタールード)
29. "ベッドタイム・ストーリー"
30. "レイ・オブ・ライト (Sasha Ultraviolet Mix)"
31. "レイン"
アンコール
32. "ライク・ア・ヴァージン" (インタールード) ("ビリー・ジーン" と "エンジェル" を含む)
33. "ビッチ・アイム・マドンナ" ( "ギヴ・ミー・オール・ユア・ラヴィン" を含む)
34. "セレブレイション" ( "ミュージック" を含む)

## 日程
| 日                | 市             | 国           | 会場                | オープニングアクト           | 集客 | 収益 |
| ----------------- | -------------- | ------------ | ------------------- | ---------------------------- | ---- | ---- |
| October 14, 2023  | ロンドン       | イギリス     | The O2 Arena        | ボブ・ザ・ドラッグ・クイーン | —    | —    |
| October 15, 2023  | ロンドン       | イギリス     | The O2 Arena        | ボブ・ザ・ドラッグ・クイーン | —    | —    |
| October 17, 2023  | ロンドン       | イギリス     | The O2 Arena        | ボブ・ザ・ドラッグ・クイーン | —    | —    |
| October 18, 2023  | ロンドン       | イギリス     | The O2 Arena        | ボブ・ザ・ドラッグ・クイーン | —    | —    |
| October 21, 2023  | アントワープ   | ベルギー     | Sportpaleis         | ボブ・ザ・ドラッグ・クイーン | —    | —    |
| October 22, 2023  | アントワープ   | ベルギー     | Sportpaleis         | ボブ・ザ・ドラッグ・クイーン | —    | —    |
| October 25, 2023  | コペンハーゲン | デンマーク   | Royal Arena         | ボブ・ザ・ドラッグ・クイーン | —    | —    |
| October 26, 2023  | コペンハーゲン | デンマーク   | Royal Arena         | ボブ・ザ・ドラッグ・クイーン | —    | —    |
| October 28, 2023  | ストックホルム | スウェーデン | Tele2 Arena         | ボブ・ザ・ドラッグ・クイーン | —    | —    |
| November 1, 2023  | バルセロナ     | スペイン     | Palau Sant Jordi    | ボブ・ザ・ドラッグ・クイーン | —    | —    |
| November 2, 2023  | バルセロナ     | スペイン     | Palau Sant Jordi    | ボブ・ザ・ドラッグ・クイーン | —    | —    |
| November 6, 2023  | リスボン       | ポルトガル   | Altice Arena        | ボブ・ザ・ドラッグ・クイーン | —    | —    |
| November 7, 2023  | リスボン       | ポルトガル   | Altice Arena        | ボブ・ザ・ドラッグ・クイーン | —    | —    |
| November 12, 2023 | パリ           | フランス     | Accor Arena         | ボブ・ザ・ドラッグ・クイーン | —    | —    |
| November 13, 2023 | パリ           | フランス     | Accor Arena         | ボブ・ザ・ドラッグ・クイーン | —    | —    |
| November 15, 2023 | ケルン         | ドイツ       | Lanxess Arena       | ボブ・ザ・ドラッグ・クイーン | —    | —    |
| November 16, 2023 | ケルン         | ドイツ       | Lanxess Arena       | ボブ・ザ・ドラッグ・クイーン | —    | —    |
| November 19, 2023 | パリ           | フランス     | Accor Arena         | ボブ・ザ・ドラッグ・クイーン | —    | —    |
| November 20, 2023 | パリ           | フランス     | Accor Arena         | ボブ・ザ・ドラッグ・クイーン | —    | —    |
| November 23, 2023 | ミラン         | イタリア     | Mediolanum Forum    | ボブ・ザ・ドラッグ・クイーン | —    | —    |
| November 25, 2023 | ミラン         | イタリア     | Mediolanum Forum    | ボブ・ザ・ドラッグ・クイーン | —    | —    |
| November 28, 2023 | ベルリン       | Germany      | Mercedes-Benz Arena | ボブ・ザ・ドラッグ・クイーン | —    | —    |
| November 29, 2023 | ベルリン       | Germany      | Mercedes-Benz Arena | ボブ・ザ・ドラッグ・クイーン | —    | —    |
| December 1, 2023  | アムステルダム | オランダ     | Ziggo Dome          | ボブ・ザ・ドラッグ・クイーン | —    | —    |
| December 2, 2023  | アムステルダム | オランダ     | Ziggo Dome          | ボブ・ザ・ドラッグ・クイーン | —    | —    |
| December 5, 2023  | ロンドン       | イギリス     | The O2 Arena        | ボブ・ザ・ドラッグ・クイーン | —    | —    |
| December 6, 2023  | ロンドン       | イギリス     | The O2 Arena        | ボブ・ザ・ドラッグ・クイーン | —    | —    |

| 日                | 市                   | 国       | 会場                           | オープニングアクト           | 集客 | 収益 |
| ----------------- | -------------------- | -------- | ------------------------------ | ---------------------------- | ---- | ---- |
| December 13, 2023 | ニューヨーク         | アメリカ | Barclays Center                | ボブ・ザ・ドラッグ・クイーン | —    | —    |
| December 14, 2023 | ニューヨーク         | アメリカ | Barclays Center                | ボブ・ザ・ドラッグ・クイーン | —    | —    |
| December 16, 2023 | ニューヨーク         | アメリカ | Barclays Center                | ボブ・ザ・ドラッグ・クイーン | —    | —    |
| December 18, 2023 | ワシントンD.C.       | アメリカ | Capital One Arena              | ボブ・ザ・ドラッグ・クイーン | —    | —    |
| December 19, 2023 | ワシントンD.C.       | アメリカ | Capital One Arena              | ボブ・ザ・ドラッグ・クイーン | —    | —    |
| January 8, 2024   | ボストン             | アメリカ | TD Garden                      | ボブ・ザ・ドラッグ・クイーン | —    | —    |
| January 9, 2024   | ボストン             | アメリカ | TD Garden                      | ボブ・ザ・ドラッグ・クイーン | —    | —    |
| January 11, 2024  | トロント             | カナダ   | Scotiabank Arena               | ボブ・ザ・ドラッグ・クイーン | —    | —    |
| January 12, 2024  | トロント             | カナダ   | Scotiabank Arena               | ボブ・ザ・ドラッグ・クイーン | —    | —    |
| January 15, 2024  | デトロイト           | アメリカ | Little Caesars Arena           | ボブ・ザ・ドラッグ・クイーン | —    | —    |
| January 18, 2024  | モントリオール       | カナダ   | Bell Centre                    | ボブ・ザ・ドラッグ・クイーン | —    | —    |
| January 20, 2024  | モントリオール       | カナダ   | Bell Centre                    | ボブ・ザ・ドラッグ・クイーン | —    | —    |
| January 22, 2024  | ニューヨーク         | アメリカ | マディソン・スクエア・ガーデン | ボブ・ザ・ドラッグ・クイーン | —    | —    |
| January 23, 2024  | ニューヨーク         | アメリカ | マディソン・スクエア・ガーデン | ボブ・ザ・ドラッグ・クイーン | —    | —    |
| January 25, 2024  | フィラデルフィア     | アメリカ | Wells Fargo Center             | ボブ・ザ・ドラッグ・クイーン | —    | —    |
| January 29, 2024  | ニューヨーク         | アメリカ | Madison Square Garden          | ボブ・ザ・ドラッグ・クイーン | —    | —    |
| February 1, 2024  | シカゴ               | アメリカ | United Center                  | ボブ・ザ・ドラッグ・クイーン | —    | —    |
| February 2, 2024  | シカゴ               | アメリカ | United Center                  | ボブ・ザ・ドラッグ・クイーン | —    | —    |
| February 5, 2024  | ピッツバーグ         | アメリカ | PPG Paints Arena               | ボブ・ザ・ドラッグ・クイーン | —    | —    |
| February 8, 2024  | クリーブランド       | アメリカ | Rocket Mortgage FieldHouse     | ボブ・ザ・ドラッグ・クイーン | —    | —    |
| February 13, 2024 | ミネソタ             | アメリカ | Xcel Energy Center             | ボブ・ザ・ドラッグ・クイーン | —    | —    |
| February 17, 2024 | シアトル             | アメリカ | Climate Pledge Arena           | ボブ・ザ・ドラッグ・クイーン | —    | —    |
| February 18, 2024 | シアトル             | アメリカ | Climate Pledge Arena           | ボブ・ザ・ドラッグ・クイーン | —    | —    |
| February 21, 2024 | バンクーバー         | カナダ   | Rogers Arena                   | ボブ・ザ・ドラッグ・クイーン | —    | —    |
| February 24, 2024 | サクラメント         | アメリカ | Golden 1 Center                | ボブ・ザ・ドラッグ・クイーン | —    | —    |
| February 27, 2024 | サンフランシスコ     | アメリカ | Chase Center                   | ボブ・ザ・ドラッグ・クイーン | —    | —    |
| February 28, 2024 | サンフランシスコ     | アメリカ | Chase Center                   | ボブ・ザ・ドラッグ・クイーン | —    | —    |
| March 1, 2024     | ラスヴェガス         | アメリカ | T-Mobile Arena                 | ボブ・ザ・ドラッグ・クイーン | —    | —    |
| March 2, 2024     | ラスヴェガス         | アメリカ | T-Mobile Arena                 | ボブ・ザ・ドラッグ・クイーン | —    | —    |
| March 4, 2024     | イングルウッド       | アメリカ | Kia Forum                      | ボブ・ザ・ドラッグ・クイーン | —    | —    |
| March 5, 2024     | イングルウッド       | アメリカ | Kia Forum                      | ボブ・ザ・ドラッグ・クイーン | —    | —    |
| March 7, 2024     | イングルウッド       | アメリカ | Kia Forum                      | ボブ・ザ・ドラッグ・クイーン | —    | —    |
| March 9, 2024     | イングルウッド       | アメリカ | Kia Forum                      | ボブ・ザ・ドラッグ・クイーン | —    | —    |
| March 11, 2024    | イングルウッド       | アメリカ | Kia Forum                      | ボブ・ザ・ドラッグ・クイーン | —    | —    |
| March 13, 2024    | サウザンド・パルムス | アメリカ | Acrisure Arena                 | ボブ・ザ・ドラッグ・クイーン | —    | —    |
| March 16, 2024    | フェニックス         | アメリカ | Footprint Center               | ボブ・ザ・ドラッグ・クイーン | —    | —    |
| March 19, 2024    | デンバー             | アメリカ | Ball Arena                     | ボブ・ザ・ドラッグ・クイーン | —    | —    |
| March 24, 2024    | ダラス               | アメリカ | American Airlines Center       | ボブ・ザ・ドラッグ・クイーン | —    | —    |
| March 25, 2024    | ダラス               | アメリカ | American Airlines Center       | ボブ・ザ・ドラッグ・クイーン | —    | —    |
| March 28, 2024    | ヒューストン         | アメリカ | Toyota Center                  | ボブ・ザ・ドラッグ・クイーン | —    | —    |
| March 29, 2024    | ヒューストン         | アメリカ | Toyota Center                  | ボブ・ザ・ドラッグ・クイーン | —    | —    |
| April 1, 2024     | アトランタ           | アメリカ | State Farm Arena               | ボブ・ザ・ドラッグ・クイーン | —    | —    |
| April 4, 2024     | タンパ               | アメリカ | Amalie Arena                   | ボブ・ザ・ドラッグ・クイーン | —    | —    |
| April 6, 2024     | マイアミ             | アメリカ | Kaseya Center                  | ボブ・ザ・ドラッグ・クイーン | —    | —    |
| April 7, 2024     | マイアミ             | アメリカ | Kaseya Center                  | ボブ・ザ・ドラッグ・クイーン | —    | —    |
| April 14, 2024    | オースティン         | アメリカ | Moody Center                   | ボブ・ザ・ドラッグ・クイーン | —    | —    |
| April 15, 2024    | オースティン         | アメリカ | Moody Center                   | ボブ・ザ・ドラッグ・クイーン | —    | —    |
| April 20, 2024    | メキシコシティ       | メキシコ | パラシオ・デ・ロス・デポルテス | ボブ・ザ・ドラッグ・クイーン | —    | —    |
| April 21, 2024    | メキシコシティ       | メキシコ | パラシオ・デ・ロス・デポルテス | ボブ・ザ・ドラッグ・クイーン | —    | —    |
| April 23, 2024    | メキシコシティ       | メキシコ | パラシオ・デ・ロス・デポルテス | ボブ・ザ・ドラッグ・クイーン | —    | —    |
| April 24, 2024    | メキシコシティ       | メキシコ | パラシオ・デ・ロス・デポルテス | ボブ・ザ・ドラッグ・クイーン | —    | —    |
| 合計              | 合計                 | 合計     | 合計                           | 合計                         | —    | —    |

### キャンセルされた日程
| 日                | 市               | 国       | 会場                   | 理由             |
| ----------------- | ---------------- | -------- | ---------------------- | ---------------- |
| July 27, 2023     | タルサ           | アメリカ | BOK Center             | スケジュール調整 |
| December 22, 2023 | ナッシュビル     | アメリカ | Bridgestone Arena      | スケジュール調整 |
| January 15, 2024  | サンフランシスコ | アメリカ | Chase Center           | スケジュール調整 |
| January 18, 2024  | ラスヴェガス     | アメリカ | MGM Grand Garden Arena | スケジュール調整 |
| January 20, 2024  | フェニックス     | アメリカ | Footprint Center       | スケジュール調整 |